# Anielina (Mińsk Mazowiecki)

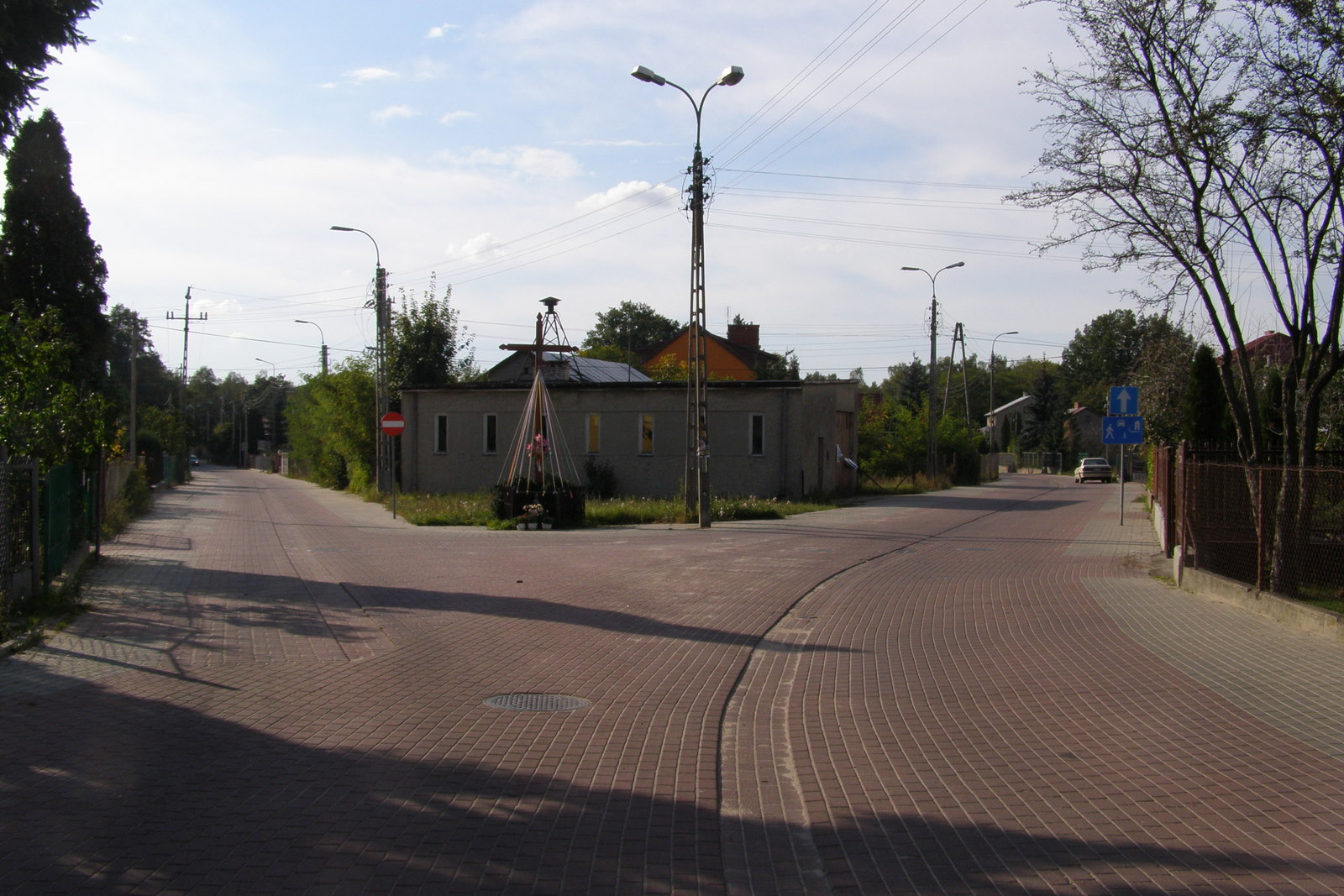

Anielina (Duża) – dawna wieś, od 1986 południowo-wschodnia część Mińska Mazowieckiego.
Anielina to także obszar funkcjonalno-przestrzenny obejmujący zarówno Anielinę (Dużą) jak i tereny na południe od Górek.

## Historia
Na stronie internetowej Komendy Powiatowej Państwowej Straży Pożarnej znajduje się informacja, że jednostka Ochotniczej Straży Pożarnej na Anielinie istnieje od 1696 roku.
Mapy potwierdzają istnienie wsi Anielina w kształcie zbliżonym do obecnego przed rokiem 1839.
Wieś została włączona do miasta 1 stycznia 1986.

## Charakterystyka
Ulica Klonowa biegnie od ul. Siennickiej (droga wojewódzka nr 802) do przystanku kolejowego Mińsk Mazowiecki Anielina. W większości (z wyjątkiem wolnego fragmentu przy przystanku) ulica ta jest zabudowana domami jednorodzinnymi.
Budowane jest osiedle budynków wielorodzinnych na kilka tysięcy mieszkańców.